# Catia Fonseca
Catia Cilene de Miranda e Fonseca, meglio conosciuta come Catia Fonseca (San Paolo, 1º febbraio 1969), è una conduttrice televisiva brasiliana.
Laureata in Radio e Televisione al SENAC, è stata soprannominata dalla stampa «la Regina del Merchandising» per essere la presentatrice più ambita dagli sponsor, diventando nel 2015 una poster girl per 23 aziende contemporaneamente.

## Biografia
Nel 1986, all'età di 17 anni, Catia vede una pubblicità su un giornale in cerca di una segretaria per radio Antena 1, vincendo l'incarico e rimanendo in azienda per sei anni. In questo periodo si interessò al mestiere e, dopo aver studiato Radio e Televisione, fece alcune prove in televisione e alla radio, anche se non passò. Nel 1994, Catia venne a sapere dell'apertura di una nuova stazione a San Paolo, Rede Mulher (oggi Record News), che era alla ricerca di aspiranti presentatori da assumere. Catia ha eseguito le prove e, senza ricevere risposta, si è recata in stazione per diversi giorni di seguito per chiedere ai direttori di darle una possibilità. Assunta quell'anno, ha debuttato nel programma di cucina Com Sabor (dal portoghese: Con Gusto). Nel 1995 è entrata a far parte della conduttrice del programma mattutino Universo Feminino (dal portoghese: Universo Femminile), che affrontava temi generali legati alle donne, come la qualità della vita, il posizionamento nel mercato del lavoro e le problematiche familiari. Alla fine del 1997, Catia lasciò la stazione, rifiutando il rinnovo del contratto per investire nella propria impresa, una panetteria.
Nel gennaio 1998, Catia è stata invitata da Rede Manchete a rilevare il programma Mulher de Hoje (dal portoghese: Donna di Oggi) e, dopo aver rifiutato l'invito a dedicarsi prima alla panetteria, chiude un accordo per la quale sarebbe rimasta solo tre mesi mentre la stazione cercava di trovarne un'altra conduttrice. Nel marzo 1998, Catia ha firmato con TV Gazeta e ha rilevato il programma Pra Você (dal portoghese: Per Te). Nel 1999, Catia ha firmato con RecordTV per guidare Note e Anote al posto di Ana Maria Braga, dopo essere stata bersagliata dal buon contraccolpo con gli sponsor. Nel 2000 ha anche iniziato a dirigere Note e Anote. Nel settembre dello stesso anno fu rimossa dal programma dopo un anno e mezzo. All'epoca, Catia spiegò a Isto É Gente che la conduttrice Claudete Troiano aveva programmato di occupare il suo posto a Note e Anote: «Non userei i mezzi che usava lei. Ho sentito che ha chiesto a un direttore di dire ai dirigenti della stazione che era più in considerazione e ho accettato di guadagnare la metà di quello che ho fatto». La stazione ha offerto anche un programma pomeridiano per Catia, ma la conduttrice ha preferito rescindere il contratto perché riteneva la situazione spiacevole e non voleva trovare la sostituta nei corridoi della stazione.
Nel 2002 Catia torna a TV Gazeta e rileva Mulheres (dal portoghese: Donne), ristrutturando il programma, eliminando il sensazionalismo e i casi tragici e riportando il format originale con servizi rivolti al pubblico femminile, alla cucina e alla fornitura di servizi. Nel 4 settembre 2015, ha lanciato il suo canale in YouTube, TV Catia Fonseca, con interviste, ricette e video di viaggio. Il 30 settembre 2017 lancia il suo sito web, chiamato anche TV Catia Fonseca, con ricette, moda, bellezza, viaggi e altri consigli. Il 12 dicembre 2018, Catia ha annunciato la sua partenza da Gazeta dopo quindici anni al comando di Mulheres e ha firmato un contratto con la Band per la prima di Melhor da Tarde (dal portoghese: Migliore del Pomeriggio), il 1 marzo 2018. Il 1º agosto 2020 ha debuttato radiofonico come conduttrice su Rádio Bandeirantes, con il programma Do Bom e do Melhor (dal portoghese: Del Buono e del Migliore), insieme a Danilo Gobatto, in onda il sabato mattina. Fonseca ha presentato il programma fino al 28 agosto 2021.

## Vita privata
Nel 1986, all'età di 17 anni, Catia sposò il giornalista Dafnis da Fonseca. Nel 1987 nasce il loro primogenito Thiago e nel 1992 il secondogenito Felipe. Sempre nel 1991, ha iniziato il corso di Radio e Televisione al SENAC, diplomandosi due anni dopo.  Nel maggio 2013, dopo 27 anni di matrimonio, ha annunciato la sua separazione, rivelando di aver rimandato la decisione da alcuni anni. Nel novembre dello stesso anno assume una relazione con il regista Rodrigo Riccó.

## Lavori

### Televisione
| Anno          | Titolo                                    | Funzione             | Note                     |
| ------------- | ----------------------------------------- | -------------------- | ------------------------ |
| 1994-95       | Com Sabor (Con Gusto)                     | Conduttrice          |                          |
| 1995-97       | Universo Feminino (Universo Femminile)    | Conduttrice          |                          |
| 1998          | Mulher de Hoje (Donna di Oggi)            | Conduttrice          |                          |
| 1998-99       | Pra Você (Per Te)                         | Conduttrice          |                          |
| 1999-00       | Note e Anote                              | Conduttrice          |                          |
| 2002-2017     | Mulheres (Donne)                          | Conduttrice          |                          |
| 2018-presente | Melhor da Tarde (Migliore del Pomeriggio) | Conduttrice          |                          |
| 2019          | Noite Feliz (Notte Felice)                | Conduttrice          | Speciale di fine anno    |
| 2020          | Mulheres (Donne)                          | Conduttrice speciale | Episodio: "23 settembre" |

### Internet
| Anno          | Titolo           | Funzione    | Piattaforma |
| ------------- | ---------------- | ----------- | ----------- |
| 2015-presente | TV Catia Fonseca | Conduttrice | YouTube     |

### Radio
| Anno      | Titolo                                        | Funzione    | Stazione radio     |
| --------- | --------------------------------------------- | ----------- | ------------------ |
| 2020-2021 | Do Bom e do Melhor (Del Buono e del Migliore) | Conduttrice | Rádio Bandeirantes |